# Sergio Javier Melgarejo Herrero
Sergio Javier Melgarejo Herrero (Sant Marcel·lí, Ciutat de València, 19 de desembre de 1975) és un exfutbolista valencià que jugava com a davanter.
Format a les categories inferiors del València CF, debuta al primer equip a l'edat de 16 anys, on va jugar dos partits a les ordres de Guus Hiddink. En 1997 va ser cedit al Poli Almeria, i després tornaria al filial valencianista, que abandonaria als 23 anys per a firmar pel Recreativo de Huelva amb un contracte per a dos temporades. A Huelva va patir una lesió poc després del seu debut, fet que el deixaria tota la temporada apartat de l'equip i portaria a la rescissió del seu contracte en acabar la temporada. Des d'aleshores, va jugar a equips de Segona Divisió B i Tercera, sent l'últim la UD Alzira el 2004. Després va jugar a equips regionals.
Quan en gener de 1996 es va fundar la Penya Valencianista Sant Marcel·lí, esta va portar el seu nom.